# Stanisław Laskowski (lekarz)
Stanisław Laskowski (ur. 1925, zm. 17 września 2022) – polski lekarz internista, dr hab.

## Życiorys
Obronił pracę doktorską, następnie uzyskał stopień doktora habilitowanego. Został zatrudniony na stanowisku  lekarza naczelnego, oraz  ordynatora na Oddziale Wewnętrznym A szpitala im. K. Jonschera.